# Arborophila mandellii
Arborophila mandellii là một loài chim trong họ Phasianidae.